# Aru Asa Dummy Head Mike ni Natteita Ore-kun no Jinsei
Aru Asa Dummy Head Mike ni Natteita Ore-kun no Jinsei (ある朝ダミーヘッドマイクになっていた俺クンの人生 Lit. La vida de Ore-kun que se convirtió en un micrófono de cabeza ficticia una mañana?) es una serie de televisión de anime corta original japonesa sobre ASMR coanimada por Ekachi Epilka e Indivision y dirigida por Yoshinobu Kasai. Cura proporciona los diseños de personajes originales, mientras que Yoshinori Ōtsuka adapta los diseños para la animación. La serie se estrenó en octubre de 2022 en Tokyo MX. El tema principal del anime es "Katachi ni Dekinai Monologue" de Kotoko.

## Personajes
Ore-kun (俺クン?)
 Seiyū: Tomokazu Sugita
Yuri Asakusa (浅草ゆり Asakusa Yuri?)
 Seiyū: Saori Ōnishi
Panda Kuramae (蔵前ぱんだ Kuramae Panda?)
 Seiyū: Akari Kitō
Ume Toranomon (虎ノ門うめ Toranomon Ume?)
 Seiyū: Mayu Sagara
Tsurugi Kanegafuchi (鐘ヶ淵つるぎ Kanegafuchi Tsurugi?)
 Seiyū: Lynn
Toto Asakusa (浅草とと Asakusa Toto?)
 Seiyū: Miyu Kubota
Kaori Asakusa (浅草かおり Asakusa Kaori?)
 Seiyū: Kaori Mizuhashi